# Dysoxylum cyrtobotryum
Dysoxylum cyrtobotryum là một loài thực vật có hoa trong họ Meliaceae. Loài này được Miq. mô tả khoa học đầu tiên năm 1861.